# 크레오 파라메트릭
크레오 파라메트릭(Creo Parametric, 구 명칭: Creo Elements/Pro, Pro/Engineer, Pro E, 와일드파이어, Wildfire)은 마이크로소프트 윈도우에서 실행되는 솔리드 모델링 또는 CAD, CAM, CAE 및 연관 3차원 모델링 응용 프로그램이다.
크레오 파라메트릭을 코크리에이트(CoCreate) ME10(2D) 및 ME30(3D) CAD 제품인 크레오 엘리먼츠/다이렉트 모델링(Creo Elements/Direct Modeling)과 구별한다. 이전 코크리에이트 CAD 제품은 이제 PTC 소유이며 "크레오 엘리먼츠/다이렉트 드래프팅"(Creo Elements/Direct Drafting) 및 크레오 엘리먼츠/다이렉트 모델링(Creo Elements/Direct Modeling)"으로 제공된다.
크레오 파라메트릭은 기계 설계자를 위한 공동 솔리드 모델링, 어셈블리 모델링, 2D 직교 보기, 유한 요소 분석, 파라메트릭 모델링, 하위 분할 및 NURBS 표면 모델링, 제도, NC 및 공구 기능을 제공하는 10개 제품군의 응용 프로그램이다.
크레오 파라메트릭은 카티아, 솔리드웍스, NX/솔리드 에지, 인벤터/퓨전 360, IRONCAD 및 온셰이프와 직접 경쟁한다. PTC(Parametric Technology Corporation)에서 개발한 이 제품은 최초로 시장에 출시되었다.
이 소프트웨어는 특정 문자(공백 포함)를 허용하지 않는 특정 파일 명명 체계를 사용한다.